# テレビ父さん
テレビ父さん（テレビとうさん）は、さっぽろテレビ塔の非公式キャラクター。

## 概要
- さっぽろテレビ塔がリニューアルした2002年5月に登場。当初はおみやげ用Tシャツのデザインであった。札幌にある合同会社工房アルティスタが制作。キャラクターの作者は札幌在住のイラストレーター「亀」。
- 身体は全身赤色で、腹部に緑色のハラマキをしている。2005年4月には着ぐるみも造られ、テレビ塔内外に出没するようになった[1]。
- 非公式でありながら高い人気と知名度により、現在ではウェブサイトのほか、公式パンフレットや展望台入場券のイラストにも起用されておりほぼ公式キャラクターのような扱いを受けている。
- 2013年10月には札幌市中央区より5名の家族と合わせた特別住民票が交付され、テレビ父さんを世帯主として家族各名のプロフィールが記された。

## プロフィール
- 名前：テレビ父さん
- 生年月日：1957年8月24日[2]
- 身長：147.2メートル[2]
- 体重：1000トン以上（最近計ってませんよ）[2]
- 趣味：温泉、仕事[2]
- 特技：スキー[2]
- 好きな食べ物：ラーメン、蟹、ルイベ[2]
- 好きな言葉：一期一会[2]

家族
- 母さん（妻）：年齢は秘密、実は年の差夫婦。いつも朗らかで優しいが、怒らせると怖く料理が得意だがちょっとおっちょこちょいなところがある。
- たろー（子）：永遠の小学1年生男子、遊ぶのが大好きで勉強も運動も苦手。何かあるとすぐ泣き色々とダメだが、素直なのが取り柄。
- はなこ（子）：生まれたての女児、喋れないが時折呟くことがある。
- じぃちゃん（父）：年齢不明、テレビ塔を見守り続けて56年。寝るのが大好きで孫にはメロメロ。
- ばぁちゃん（母）：年齢不明、買い物が大好きで孫にはメロメロ。

## その他
- 2002年のデビュー以来地元メディア等には多数出演し、2006年4月21日に放送されたテレビ東京の「TVチャンピオン ゆるキャラ選手権」に登場。
- さっぽろテレビ塔には「タワッキー」という公式キャラクターが存在する（テレビ父さんの2ヶ月前に登場）が、テレビ父さんの存在もあり、登場機会はかなり少ない。
- 工房アルティスタが制作する「テレビ父さんの仲間」として札幌市時計台の非公式キャラクター「時計大臣」もいる。
- テレビ父さんは、工房アルティスタとテレビ塔を運営する北海道観光事業で商標登録している。